# Heinrich Brüne

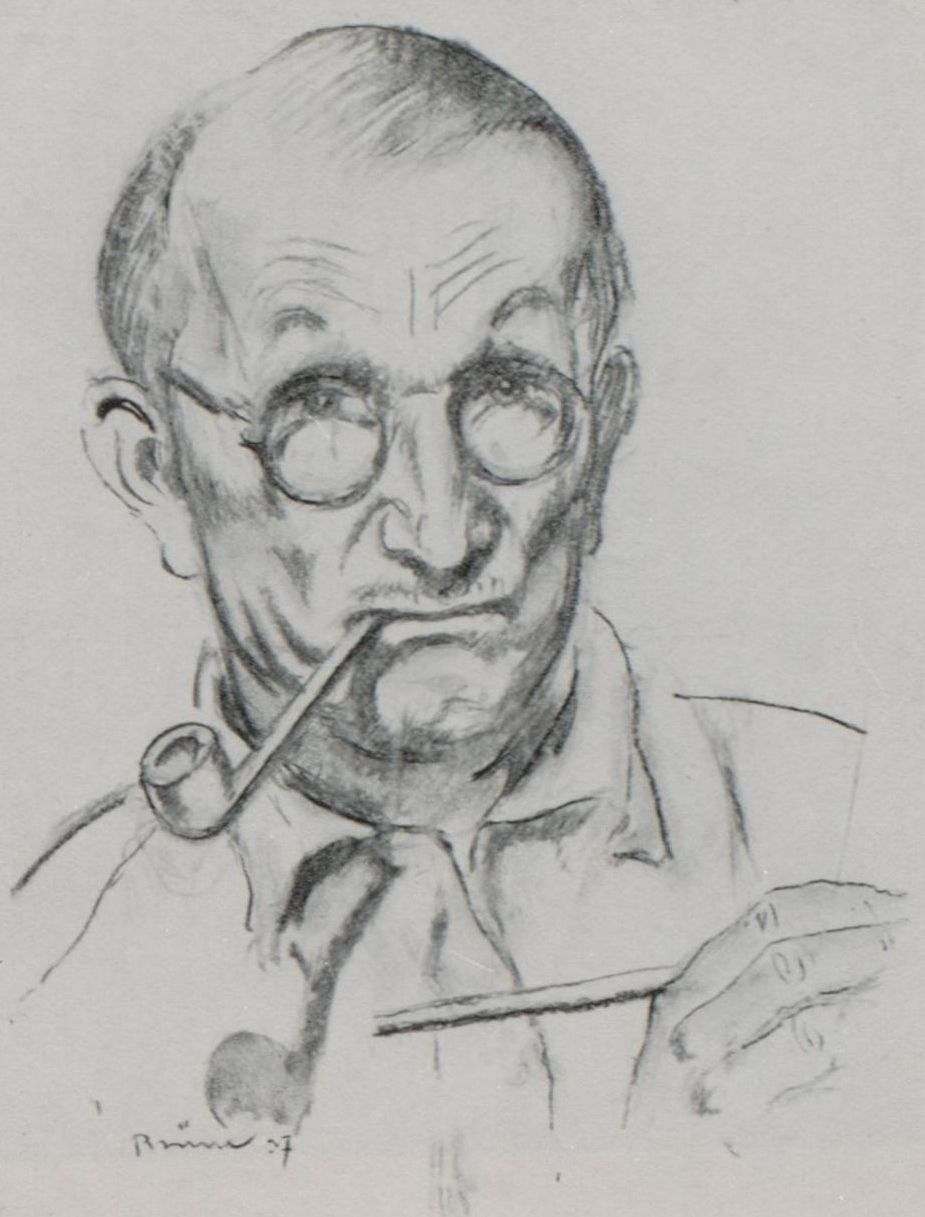
Heinrich Brüne, Selbstbildnis 1937

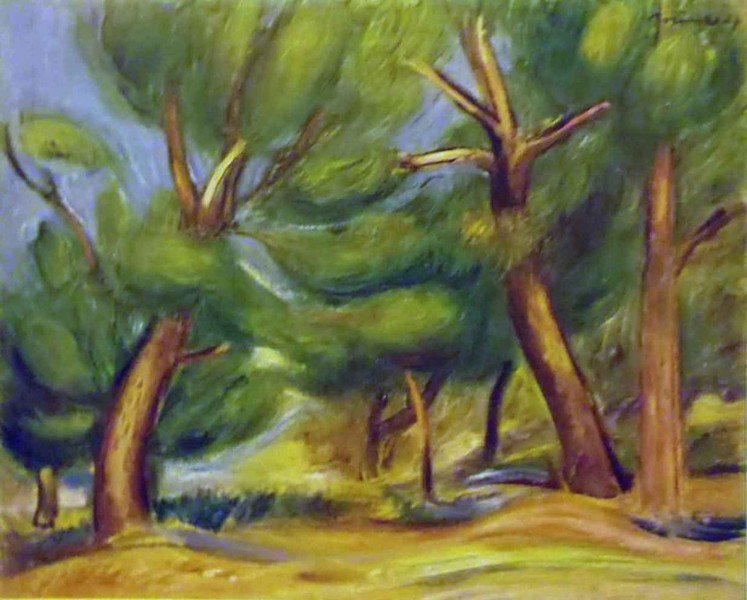
Landschaft

Heinrich Brüne (* 5. November 1869 in Bonn; † 1. Mai 1945 in Oberpfaffenhofen bei Weßling) war ein deutscher Maler.

## Leben
Laut entstammte einer Familie von Dekorationsmalern.
Brüne besuchte ab 1876 die Volksschule, ab 1880 das Gymnasium. Er war zunächst Schüler der Kölner Kunstgewerbeschule, dann der Kunstgewerbe- und Handwerkerschule Hannover. Ab dem 19. Oktober 1891 studierte er Malerei an der Münchner Kunstakademie bei Otto Seitz, dann auch bei Wilhelm von Diez und Alexander Wagner.
Ab 1895 war er als Maler tätig, hauptsächlich in den Genres Porträt-, Akt- und Landschaftsmalerei. Sein Malstil wird beschrieben als an die impressionistische Tradition Wilhelm Leibls und Wilhelm Trübners angelehnt. Von 1905 bis 1914 beteiligte er sich mehrmals an den von der Bonner Gesellschaft für Literatur und Kunst organisierten Ausstellungen in der Villa Obernier, einer Erweiterung des Städtischen Museums Bonn. Auch im Münchner Glaspalast, wo er bereits 1898 ein Aktbild gezeigt hatte, stellte er ab 1904 als Mitglied der Luitpold-Gruppe regelmäßig aus.
1907 kaufte Heinrich Brüne ein Grundstück im Dorf Oberpfaffenhofen bei Weßling, baute darauf ein Wohn- und Atelierhaus und bezog es 1908 mit seiner Frau Sophie. Es wurde ein beliebter Treffpunkt der lokalen Künstlerszene. Brüne regte auch seine Künstlerkollegin Conny Meissen dazu an, für zwölf Jahre nach Weßling zu ziehen.
Brüne beteiligte sich im Mai 1914 an einer Ausstellung der Bonner Künstler-Vereinigung 1914.
1919 wurde er Mitglied der Neuen Münchner Secession, später schloss er sich dem Deutschen Künstlerbund an. Auf der DKB-Jubiläumsausstellung 1929 (25 Jahre Deutscher Künstlerbund) zeigte Heinrich Brüne ein Landschaftsgemälde.
In der Zeit des Nationalsozialismus war Brüne Mitglied der Reichskammer der bildenden Künste und auf mindestens elf Ausstellungen vertreten. Jedoch wurden auch 1937 im Rahmen einer deutschlandweiten Aktion aus der Bayerischen Staatsgemäldesammlung Brünes Bilder Ferme an der Côte (Öl auf Leinwand, 55 × 66 cm) und Stillleben mit Zitronen (Öl auf Leinwand, 28 × 41 cm) als „entartete“ Kunst beschlagnahmt. Das Stillleben wurde danach vernichtet. Der Verbleib des zweiten Werks ist ungeklärt.
Ein Teil seines schriftlichen Nachlasses befindet sich im Deutschen Kunstarchiv im Germanischen Nationalmuseum in Nürnberg.